# (4719) Burnaby
(4719) Burnaby es un asteroide perteneciente al cinturón de asteroides, descubierto el 21 de noviembre de 1990 por Seiji Ueda y el astrónomo Hiroshi Kaneda desde el Kushiro Marsh Observatory, Hokkaido, Japón.

## Designación y nombre
Designado provisionalmente como 1990 WT2. Fue nombrado Burnaby en homenaje a la ciudad canadiense Burnaby. Situada casi en la misma latitud que Kushiro, son ciudades hermanas desde el año 1965 y de intercambio de estudiantes y experiencias culturales entre sí.

## Características orbitales
Burnaby está situado a una distancia media del Sol de 2,699 ua, pudiendo alejarse hasta 3,166 ua y acercarse hasta 2,232 ua. Su excentricidad es 0,173 y la inclinación orbital 7,463 grados. Emplea 1619 días en completar una órbita alrededor del Sol.

## Características físicas
La magnitud absoluta de Burnaby es 12,4. Tiene 10,298 km de diámetro y su albedo se estima en 0,164. Está asignado al tipo espectral C según la clasificación SMASSII.